# Рейес Мартинес, Оскар
Оскар Рейес Мартинес (итал. Oscar Reyes Martínez; род. 6 октября 1996) — итальянский тяжелоатлет кубинского происхождения, чемпион мира 2023 года и трёхкратный чемпион Европы (2023, 2024, 2025).

## Карьера
На чемпионате мира 2022 года в Боготе стал пятым в категории до 81 кг с результатом 351 кг по сумме двух упражнений.
В Ереване, на чемпионате Европы 2023 года, в категории до 81 кг, Оскар завоевал золотую медаль подняв вес по сумме упражнений в 343 кг. И в рывке, и в толчке он также завоевал малые золотые медали.
В Саудовской Аравии, где состоялся Чемпионат мира по тяжёлой атлетике 2023 года, итальянский спортсмен в категории до 81 кг завоевал титул чемпиона мира с результатом 356 кг по сумме двух упражнений. Малая серебряная медаль в рывке досталась тоже ему (163 кг).
В феврале 2024 года на чемпионате Европы в Софии Оскар завоевал золотую медаль по сумме двух упражнений с результатом 346 кг. В отдельных упражнениях он также стал первым.
На чемпионате Европы 2025 года в Кишинёве завоевал золотую медаль в весовой категории до 81 кг с итоговым результатом 349 кг. В упражнениях «рывок» и «толчок» стал победителем.

## Достижения
Чемпионат мира
| Результат | Вес      | Год  | Место соревнований         | Рывок | Толчок | Общий вес |
| Золото    | до 81 кг | 2023 | Эр-Рияд, Саудовская Аравия | 163,0 | 193,0  | 356,0     |

Чемпионат Европы
| Результат | Вес      | Год  | Место соревнований | Рывок | Толчок | Общий вес |
| Золото    | до 81 кг | 2023 | Ереван, Армения    | 155,0 | 188,0  | 343,0     |
| Золото    | до 81 кг | 2024 | София, Болгария    | 155,0 | 191,0  | 346,0     |
| Золото    | до 81 кг | 2025 | Кишинёв, Молдова   | 159,0 | 190,0  | 349,0     |